# Stanislav Petrov
Stanislav Jevgrafovitj Petrov (ryska: Станислав Евграфович Петров), född 7 september 1939 i Vladivostok (Ryska SFSR, Sovjetunionen – nuvarande Ryssland) och död 19 maj 2017 i Frjazino i Ryssland, var en sovjetisk överstelöjtnant. 1983 avvärjde han troligen ett kärnvapenkrig genom att inte slå larm om annalkande missiler.

## Biografi
Petrov var utbildad matematiker och analytiker och kände väl till det datoriserade varningssystemet.
Natten mellan den 25 och 26 september 1983 underlät Petrov att slå larm till det sovjetiska försvarets ledning, trots att det sovjetiska varningssystemet visade att USA hade avfyrat fem missiler mot Sovjetunionen. Petrov drog slutsatsen att de fem amerikanska missilerna var för få för att det skulle röra sig om en riktig attack. Detta visade sig sedan mycket riktigt stämma; ett fel hade inträffat i varningssystemet på grund av ett ovanligt väderfenomen.
Petrov anses därför ha förhindrat ett tredje världskrig. På grund av militära säkerhetsbestämmelser hölls händelsen hemlig ända till 1998.
År 2013 tilldelades Petrov fredspriset Dresdenpriset för sitt agerande. Dokumentärfilmen The Man Who Saved the World handlar om Petrov.